# Platypalpus impololoi
Platypalpus impololoi är en tvåvingeart som beskrevs av Smith 1969. Platypalpus impololoi ingår i släktet Platypalpus och familjen puckeldansflugor. Inga underarter finns listade i Catalogue of Life.